# Емели Шеп
Емели Шеп (на шведски: Emelie Schepp) е шведска сценаристка, драматург и писателка на произведения в жанра трилър и криминален роман.

## Биография и творчество
Емели Шеп е родена на 5 септември 1979 г. в Мутала, Швеция. Израства в родния си град. След дипломирането си в продължение на години работи като мениджър проекти в рекламната индустрия. През 1998 г. печели първа награда наградата за драма за пиесата Срещи" на театъра в Йостергьотланд. Посещава и курс по сценаристика. Авторка е и на два филмови сценария, след което започва да пише роман.
Първият ѝ роман „Кер“ от поредицата „Яна Берцелиус“ е издаден самостоятелно през 2013 г. Главна героиня в романа е прокурор Яна Берцелиус, която е извикана в началото на първото си разследване на мястото на убийството на високопоставен служител на шведската имиграция в луксозна къща на брега на Балтийско море. Романът става бестселър и след договор с издателство тя продължава поредицата. Сюжетите на криминалните романи се развиват в Норшьопинг, където Шеп живее със семейството си от много години. Книгите от поредицата получават наградата на читателите през 2016, 2017 и 2018 г. Те са издадени в над 3 милиона копия в над 30 страни по света. Романите са приети за екранизация в телевизионен сериал като първата му част „Яна – Белязана за цял живот“ е по първата книга от поредицата.
Емели Шеп живее със семейството си в Норшьопинг.

## Произведения

### Поредица „Яна Берцелиус“ (Jana Berzelius)
1. Märkta för livet (2013)[1][2][3]
Кер, изд.: „Ергон“, София (2021), прев. Диана Райкова
2. Vita spår (2015)
Следите на Хадес, изд.: „Ергон“, София (2022), прев. Диана Райкова
3. Prio ett (2016)
4. Pappas pojke (2017)
5. Broder Jakob (2019)
6. Nio liv (2020)
7. Björnen sover (2022)

### Екранизации
- 2023 Jana - Märkta för livet – тв сериал
- ?? Mörk – сценарист